# 3,7 cm KwK 36
De 3,7 cm KwK 36 was een Duits tankkanon, gebruikt tijdens de Tweede Wereldoorlog, gebruikt op de Panzerkampfwagen III, met name de ausf. A. Het kanon is ook op een aparte affluit gebruikt; de 3,7 cm Pak 36.

## Zie ook

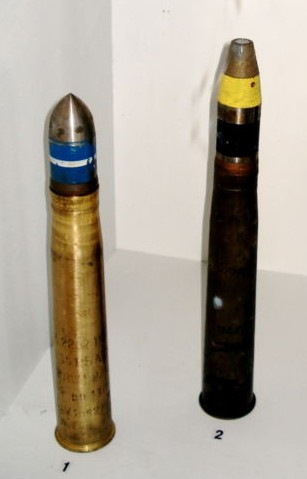
Munitie voor het kanon 3,7 cm KwK 36.